# Orale kinesiologie
De orale kinesiologie is de tandheelkundige discipline die zich bezighoudt met de normale en verstoorde bewegingsfuncties van het kauwstelsel. De voornaamste klinisch tandheelkundige problemen die deel uitmaken van de orale kinesiologie zijn kaakklachten (voornamelijk pijn in de kaken, kaakgewrichtsgeluiden en moeite met bewegen van de onderkaak), tandenknarsen, klemmen van de kaken en gebitsslijtage. Door deze klinische problemen onder één noemer te brengen wordt recht gedaan aan het feit dat het hier geen geïsoleerde klinische problemen betreft, maar problemen die een grote onderlinge samenhang vertonen. Immers, klachten van het kauwstelsel kunnen het gevolg zijn van orale bewegingsstoornissen zoals klemmen en knarsen, en deze schadelijke mondgewoontes kunnen ook aanleiding zijn tot overmatige gebitsslijtage.

## Opleiding Nederland
De parttime MSc-opleiding (drie dagen per week), die officieel is erkend door de Universiteit van Amsterdam en wordt aanbevolen door de Nederlandse Vereniging voor Gnathologie en Prothetische Tandheelkunde, leidt tandartsen op tot tandarts-gnatholoog / -kinesioloog. Tijdens het klinische deel van de opleiding, dat ongeveer de helft van de opleidingsduur betreft, komen de diagnostiek en behandeling van de drie probleemgebieden uitgebreid aan bod, met inbegrip van het restauratieve herstel van uitgebreide gebitsslijtage. De verschillende aspecten van het wetenschapsgebied van de Orale Kinesiologie en de principes van ‘evidence-based dentistry’ worden uitgebreid behandeld in kleine werkgroepen, die deel uitmaken van het theoretische gedeelte van de opleiding. Bovendien omhelst de opleiding het leveren van een bijdrage aan een wetenschappelijk onderzoeksproject. De opleiding wordt gegeven aan het Academisch Centrum Tandheelkunde Amsterdam